# Пелистер (национальный парк)
Национальный парк Пелистер (макед. Национален парк Пелистер) — природоохранная зона на  юго-западе Северной Македонии, на территории общины Битола, граничит с Грецией. В пятнадцати километрах от парка расположен второй по величине город страны, Битола. Пелистер — старейший из парков Северной Македонии и один из первых заповедников на Балканах, образован в 1948 году. Парк занимает площадь 143 квадратных километра, на северных склонах горного массива Баба, на высоте от 891 до 2601 метра над уровнем моря. В его границах расположено единственное поселение — деревня Маловиште.
Из видов, охраняемых во всём мире или на территории Европы, в национальном парке присутствуют волк (Canis lupus), лесной кот (Felis silvestris), выдра (Lutra lutra), длиннопалая ночница (Myotis capaccinii), средиземноморский подковонос (Rhinolophus blasii), большой подковонос (Rhinolophus ferrumequinum), малый подковонос (Rhinolophus hipposideros) (млекопитающие); полевой жаворонок (Alauda arvensis), лесной жаворонок (Lullula arborea), европейская каменная куропатка (Alectoris graeca), обыкновенный перепел (Coturnix coturnix), горная овсянка (Emberiza cia), средиземноморский сокол (Falco biarmicus), бородач (Gypaetus barbatus), серая куропатка (Perdix perdix), клушица (Pyrrhocorax pyrrhocorax) (птицы); Salmo pelagonicus (рыба); боровик королевский (Boletus regius).
К редким или охраняемым в Северной Македонии видам относятся Crocus pelistericus, горечавка жёлтая (Gentiana lutea), горечавка точечная (Gentiana punctata), Sempervivum octopodes, молодило мраморное (Sempervivum marmoreum), короставник великолепный (Knautia magnifica), Viola parvula (растения); Achnanthidium kryophila, Luticola undulata, Navicula roteana, Pinnularia appendiculata (водоросли); мокруха швейцарская (Chroogomphus helveticus), маслёнок сибирский (Suillus sibiricus ssp. Helvetica) (грибы); андрея наскальная (Andreaea rupestris), буксбаумия зелёная (Buxbaumia viridis) (мхи); Parmelia exasperatula, Parmelia sorediata, Ramalina carpatica (лишайники).
Эндемичные для региона виды: Alchemilla peristerica, Dianthus myrtinerviu (растения); бокоплав Niphargus pancici pancici, представитель ракушковых Eucypris kurtdiebeli и жужелицы Duvalius macedonicus, Duvalius eristericus, Tapinopterus comita, Nebria aetolica macedonica, Tapinopterus monastirensis monastirensis, Trechus goebli goebli.